# La bestia e la bella
La bestia e la bella è una storia per bambini scritta da Silvana De Mari, e pubblicata da Salani nel marzo 2003, nella collana Gl'Istrici. È una rivisitazione della popolare fiaba europea La Bella e la Bestia.
Le illustrazioni della copertina e del libro sono di Gianni De Conno.

## Edizioni
- Silvana De Mari, La bestia e la bella, illustrazioni di Gianni De Conno, Salani (collana Gl'Istrici), 2003,  p. 645, ISBN 88-8451-260-3.